# (35801) 1999 JB38
1999 JB38 (asteroide 35801) é um asteroide da cintura principal. Possui uma excentricidade de 0.01799700 e uma inclinação de 5.20756º.
Este asteroide foi descoberto no dia 10 de maio de 1999 por LINEAR em Socorro.